# Tarasivka, Cecelnîk
Tarasivka (în ucraineană Тарасівка) este un sat în comuna Rohizka din raionul Cecelnîk, regiunea Vinnița, Ucraina.

## Demografie
Componența lingvistică a localității Tarasivka
     Ucraineană (84,38%)
     Rusă (15,63%)
Conform recensământului din 2001, majoritatea populației localității Tarasivka era vorbitoare de ucraineană (84,38%), existând în minoritate și vorbitori de rusă (15,63%).